# Aloe pillansii
Aloe pillansii é uma espécie de liliopsida do gênero Aloe, pertencente à família Asphodelaceae.